# Trzy pogrzeby Melquiadesa Estrady
Trzy pogrzeby Melquiadesa Estrady (ang. The Three Burials of Melquiades Estrada) – amerykańsko-francuski film dramatyczny z 2005 roku z cechami westernu.

## Obsada
- Tommy Lee Jones – Pete Perkins
- Barry Pepper – Mike Norton
- Julio Cedillo – Melquiades Estrada
- Dwight Yoakam – szeryf Belmont
- January Jones – Lou Ann Norton
- Melissa Leo – Rachel
- Vanessa Bauche – Mariana
- Levon Helm – starszy mężczyzna
- Mel Rodriguez – kapitan Gomez
- Cecilia Suárez – Rosa
- Ignacio Guadalupe – Lucio
- Irineo Alvarez – Manuel
- Richard Andrew Jones – Bob
- Gabriel Olds – Ed
- Lonnie Nelson – grabarz

## Fabuła
Rzecz ma miejsce w zapadłej mieścinie w pobliżu granicy USA z Meksykiem. Jeden ze strażników granicznych, Mike Norton, nie wiedzie zbyt dobrego życia. Swoją oziębłością i egoizmem rujnuje swoje małżeństwo, zaś podczas zatrzymywania nielegalnych imigrantów wyróżnia się spośród swoich kolegów znamienną dla nowicjuszy nadgorliwością. Któregoś dnia przypadkowo zabija Melquiadesa Estradę, Meksykanina będącego przyjacielem ranczera Pete’a Perkinsa. Mike próbuje zatuszować sprawę przy pomocy zwierzchników i lokalnych władz, nawet wtedy, kiedy pospiesznie pogrzebane przez niego ciało Estrady zostaje odnalezione. Tylko jedna osoba postanawia wyjaśnić zabójstwo i ukarać mordercę Meksykanina – jest nią Perkins, który po poznaniu prawdy porywa Mike’a, aby wraz z nim przewieźć ciało Melquiadesa do jego rodzinnej miejscowości, i tam wyprawić mu pogrzeb.

## Problematyka amerykańskiej tożsamości
Tytułowy Melquiades Estrada jest Meksykaninem nielegalnie przekraczającym granicę ze Stanami Zjednoczonymi, zabitym w początkowych scenach filmu przez strażnika. Poza tym, że ciało Estrady jest później przewożone do Meksyku przez jego przyjaciela, w filmie głównymi bohaterami są Amerykanie: „zły” zabójca i „dobry” mściciel. Film stworzony został według szablonu typowego dla westernu, w szczególności wątek zemsty i powiązane z nim samozwańcze wymierzanie sprawiedliwości przez kowboja. Działanie głównego bohatera interpretowane jest w różny sposób w kontekście mierzenia się z własną tożsamością. Według Eweliny Pępiak zrywa on więzi z amerykańską kulturą na rzecz szlachetnej kultury meksykańskiej, co prowadzi go do potrzeby samookreślenia w kontraście z „Innym”. Według krytyka filmowego Matthew Cartera kwestia tożsamości narodowej jest w filmie rozmydlona, a inna krytyk filmowa, Camilla Fojas, twierdzi, że cechy głównego bohatera (prostota, niezależność, męskość) ucieleśniają wartości kultury amerykańskiej. Postać Meksykanina, nieśmiałego i nieco ograniczonego intelektualnie, skłania ku odbieraniu go od początku jako bohatera drugoplanowego. Staje się on pretekstem do dyskusji nad amerykańską tożsamością kulturową („kim są Amerykanie?”) i możliwościami jej udoskonalania. Samo ciało martwego Estrady wpisuje się w amerykańską infografikę ukazująca od początku XX wieku (także na pocztówkach) wizerunki okaleczonych mieszkańców Meksyku w kontekstach kryminalnych i rasistowskich.

## Nagrody
Film znalazł się w gronie filmów walczących o Złotą Palmę na 58. MFF w Cannes. Na tym festiwalu obraz otrzymał nagrodę za najlepszą rolę męską (Tommy Lee Jones) oraz za najlepszy scenariusz (Guillermo Arriaga).